# طرخشقون ضيق الصدف
طرخشقون ضيق الصدف (باللاتينية: Taraxacum angustisquameum) هو نوع نباتي يتبع جنس الطرخشقون من القبيلة الشيكورية.